# 银联钱包
银联钱包是中国银联曾推出的一款优惠折扣应用。
2013年7月，中国银联发布银联钱包。用户可以在应用中绑定银行卡、下载优惠券，下载的优惠券可以利用绑定的银行卡在商户的POS机上刷卡使用。此外，银联钱包还有转账、支付、还款以及水电煤气缴费等功能。
2017年11月，银联钱包和旧云闪付应用程序被整合至新的云闪付App中，原有银联钱包应用程序将不能再使用。